# Tetramicra urbaniana
Tetramicra urbaniana là một loài thực vật có hoa trong họ Lan. Loài này được Cogn. miêu tả khoa học đầu tiên năm 1910.